# كارولين ليتش
كارولين ليتش (بالإنجليزية: Karoline Leach)‏ هي كاتبة مسرحية وكاتِبة بريطانية، ولدت في 20 يوليو 1967 في ليفربول في المملكة المتحدة.